# شتسبروك (باركشير)
شتسبروك (بالإنجليزية: Shottesbrooke)‏ هي قرية و أبرشية مدنية تقع في المملكة المتحدة في إنجلترا.  يقدر عدد سكانها بـ 141 نسمة ومساحتها 5.64 كم2 .